# St. Anna (Haltern am See)

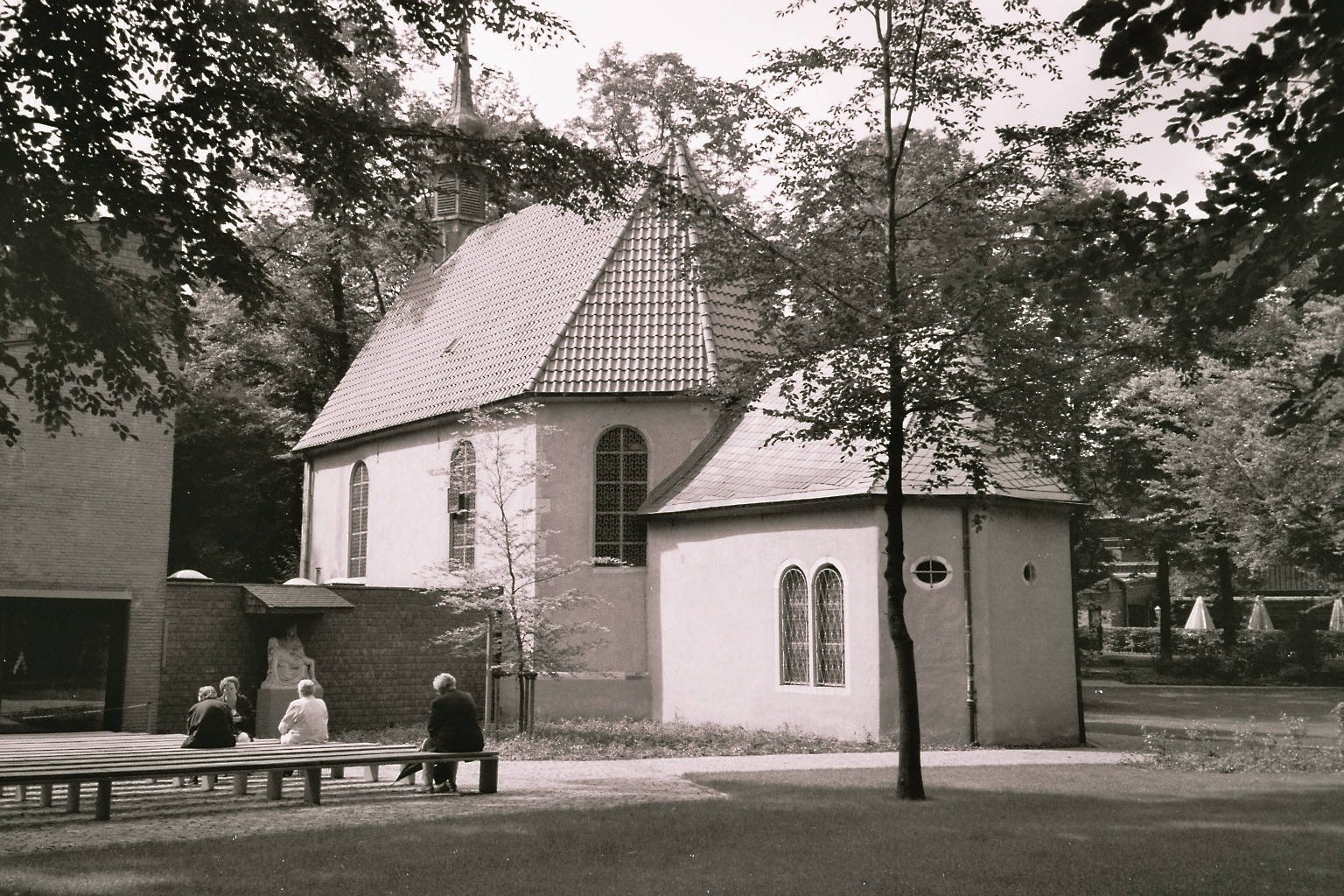
St.-Anna-Kapelle

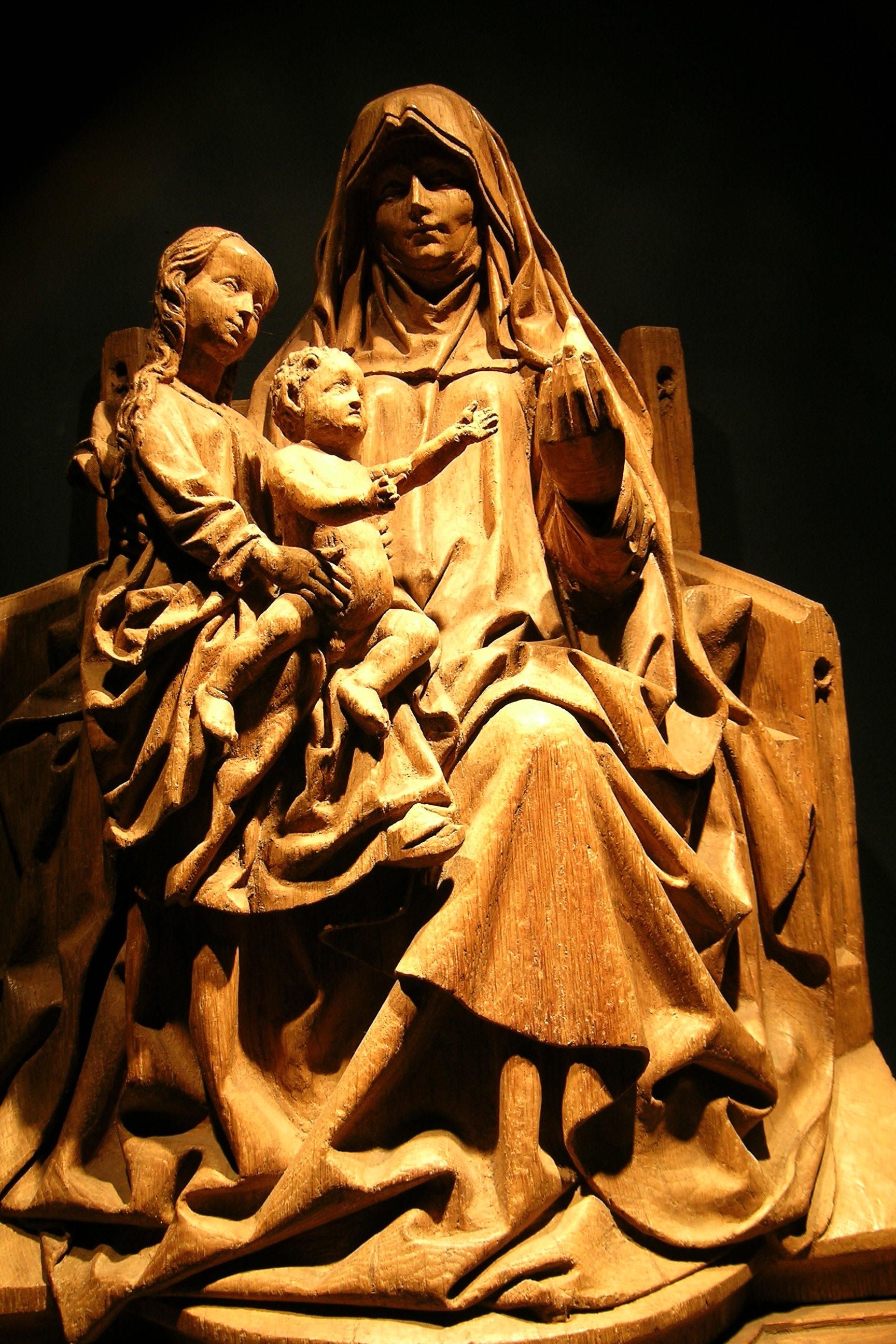
Gnadenbild der hl. Anna selbdritt

St. Anna, gewidmet der heiligen Anna/Anna selbdritt, ist eine Wallfahrtskapelle und -kirche in Haltern am See auf dem 74,5 m hohen Sankt Annaberg, einem Südausläufer der Hohen Mark. Sie gehört zur Pfarrei St. Sixtus Haltern am See im Kreisdekanat Recklinghausen des Bistums Münster.

## Geschichte
Die Kapelle wurde schon 1378 als St. Anna selbdritt erwähnt. Der Annaberg, vormals Königsberg, ist seit etwa 1556 Wallfahrtsort. Die heutige Kapelle entstand im 17. Jahrhundert, als Jesuiten sich (bis zum Jahre 1788) auf dem Annaberg niederließen. 1653 wurde unter der Leitung des Pfarrers Boeker das erste Bethaus errichtet, 1674 durch Pfarrer Nottebohm die heutige schlichte Kapelle als Saalkirche mit eingezogenem Altarraum erbaut.

## Wallfahrtsanlage
1967 wurde die Kapelle um ein angebautes größeres modernes Kirchengebäude ergänzt. Bei gutem Wetter wird die Heilige Messe sowohl in der Kirche als auch außerhalb vor der Kirche gefeiert. Zur Ausstattung gehört das Gnadenbild einer Anna selbdritt in der Kapelle, das im 15. Jahrhundert von einem unbekannten niederrheinischem Meister geschnitzt wurde, und das Kirchenfenster mit dem Motiv des brennenden Dornbuschs. Weiterhin existiert aus dem 17. Jahrhundert ein Kreuzweg mit teils erhaltenen Bildstöcken und modernen Sandsteinreliefs von Joseph Krautwald sowie eine Mariengrotte aus Halterner Sandsteinen. Letztere ist in eine Aushöhlung des Berges gebaut.
Auf dem Annaberg stehen die Wallfahrtsstätten mit Gästehäusern, das Könzgenheim (eine Heimvolkshochschule der KAB, benannt nach Gottfried Könzgen), die stationäre Einrichtung für Altenpflege (St.-Anna-Altenheim) und die Jugendbildungsstätte Gilwell St. Ludger der Deutschen Pfadfinderschaft St. Georg.

## Schlesierwallfahrt

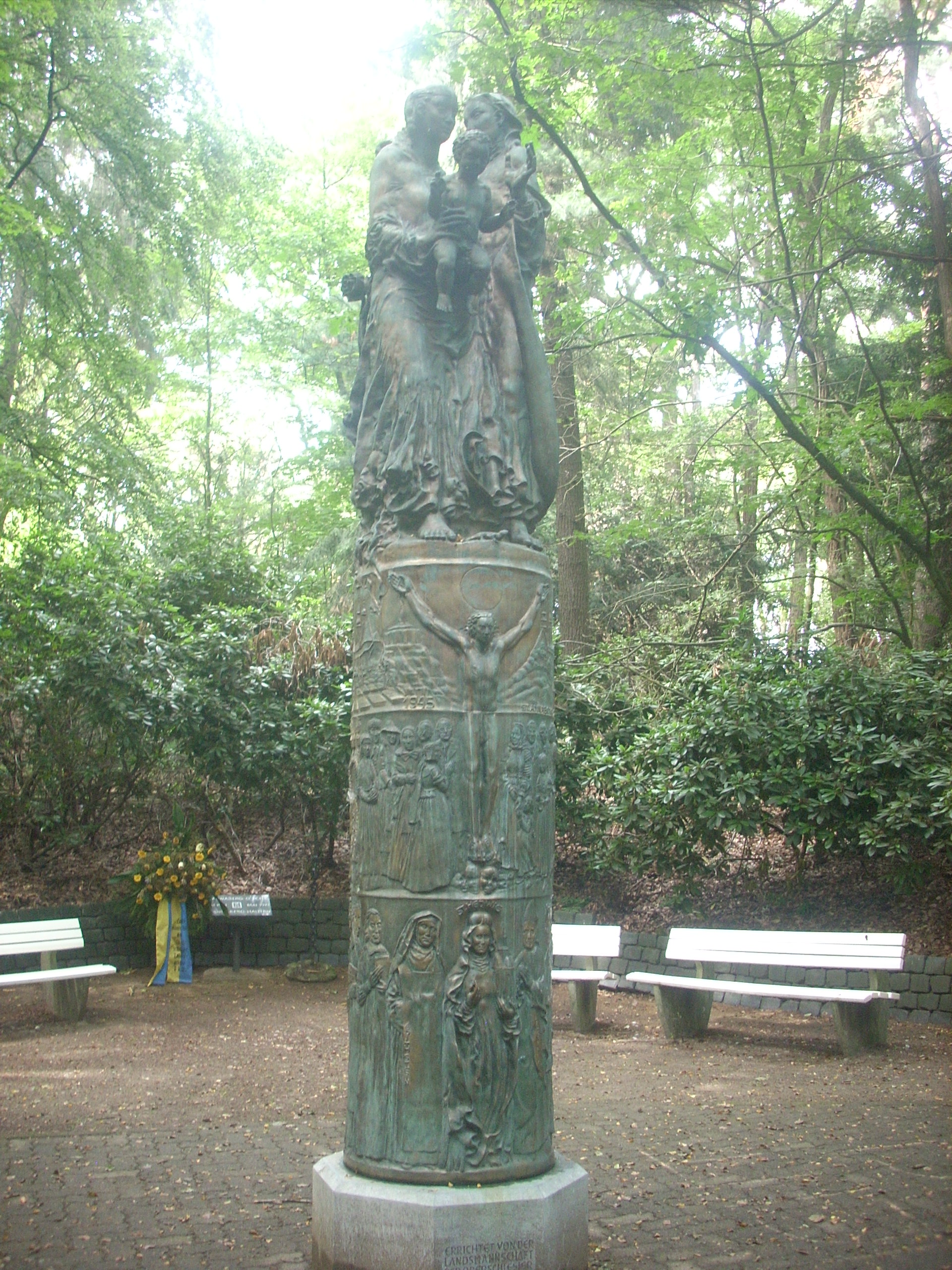
Gedenksäule der Oberschlesier

Seit 1945 finden auf dem Halterner Annaberg die Annaberg-Wallfahrten der Schlesier statt, die an den schlesischen St. Annaberg erinnern. In der Nachkriegszeit kamen jährlich rund 10.000 Schlesier zum Annaberg bei Haltern.
1981 wurde beim Kreuzweg durch die Landsmannschaft der Oberschlesier eine Gedenksäule errichtet. Gestaltet wurde sie von Laurentius Ulrich Englisch OFM. Auf der Bronzestele, die eine Anna-selbdritt-Gruppe trägt, sind Orte und Personen aus der deutschsprachigen christlichen Geschichte Schlesiens abgebildet.